# Raja Jemaah
Raja Jema'ah binti Raja Ahmad (Kuala Langat, 1900 – 8 aprile 1973) è stata Raja Permaisuri Agong di Malaya nel 1960.

## Biografia
Raja Jema'ah nacque nel 1900, a Bandar Termasha, a Kuala Langat, nel Selangor. Apparteneva a un ramo cadetto della famiglia reale dello stato e ricevette la sua prima educazione in una scuola malese vicino al Palazzo Bandar Termasha.
Nel 1920, Tengku Ampuan Jema'ah sposò Alam Shah Hisamuddin, allora parte della scorta reale del sultano Sulaiman. Jema'ah divenne quindi dama di compagnia di Tengku Ampuan Fatimah, consorte del sovrano.
Nel 1926, Tengku Ampuan Jema'ah diede alla luce un figlio, Tengku Abdul Aziz Shah, che in seguito divenne l'ottavo sultano di Selangor.
Nel 1952, Tengku Ampuan Jema'ah effettuò il pellegrinaggio a La Mecca mentre l'anno successivo accompagnò il marito all'incoronazione della regina Elisabetta II nel Regno Unito.
Suo marito morì, dopo 27 giorni di una malattia misteriosa, all'Istana Tetamu di Kuala Lumpur il 1º settembre 1960, il giorno fissato per la sua investitura ufficiale. Secondo il primo ministro Tunku Abdul Rahman, il sovrano fu colpito dalla malattia dopo aver utilizzato il insegne reali prima della sua installazione. Venne sepolto nel Mausoleo Reale vicino alla Moschea Sultano Sulaiman a Klang, il 3 settembre 1960.
Il suo unico figlio succedette al padre come sultano. Egli inoltre regnò come undicesimo Yang di-Pertuan Agong ma, come il padre, morì mentre era in carica.
Dopo la morte di suo marito, Tengku Ampuan Jema'ah visse in tranquillo ritiro fino alla sua morte avvenuta l'8 aprile 1973.

## Contributi sociali
Jema'ah era interessata nel provare vari tipi di artigianato a palazzo. Era brava nel lavoro a maglia e nel ricamo. Quando si trasferì a Klang, radunò le donne dai villaggi e avviò per loro un programma di formazione artigianale. Le loro opere furono inviate al Raffles Hotel di Singapore, con il marchio "Pertukangan Tangan Melayu Selangor" (l'artigianato malese di Selangor), sponsorizzato dalla moglie dell'allora governatore di Singapore. Un negozio di artigianato malese venne in seguito inaugurato a Klang. Successivamente, un altro ramo venne aperto presso il Robinson Shop di Kuala Lumpur con l'assistenza del suo gestore.
Il "Gerai Selangor" alla mostra dei prodotti agricoli, orticoli e dell'agriturismo malese a Kuala Lumpur attrasse molti turisti europei. Diversi premi vinti dal suddetto stand sono in mostra al Museo Alam Shah Istana. Questi premi sono il risultato dello sforzo di Tengku Ampuan Jema'ah.